# 港南区
港南区（こうなんく）は、横浜市を構成する18行政区のうちの一つである。

## 概要
昭和44年（1969年）10月1日、行政区再編成により南区より分区して発足した。かつては農村地帯が広がっていたが、1950年代から虫食い的に宅地開発が始まった。1970年代には野庭（のば）団地、港南台団地などといった巨大団地が形成され、人口は爆発的に増加した。発足時の人口は約9万5千人であったが、現在では約21万人の暮らす住宅都市となっている。戦後しばらくは、大岡川沿いに捺染工場が林立し、横浜名産のスカーフが生産されていた。

## 地理
区の北東を京浜急行本線が通り、また北東から中央部にかけて横浜市営地下鉄ブルーラインが通り、さらに南にはJR根岸線が通っている。区の中央部には横浜横須賀道路が縦断しており、鎌倉街道との交点に日野インターチェンジ、環状3号の交点に港南台インターチェンジがそれぞれ設けられている。区の南北には鎌倉街道、東から北にかけて環状2号、南には環状3号が通っている。
商業地は主に上大岡駅周辺と港南台駅周辺で、区役所や警察署など官公庁は港南中央駅周辺に集中している。特に上大岡駅周辺地区は、横浜市における主要な生活拠点（旧:副都心）位置付けられており
、市街地再開発事業が進行中である。
横浜市内の行政区の中で唯一、区が旧武蔵国と旧相模国に二分されている。

## 歴史
中世には、永野小学校一帯に宅間上杉家の砦があり、そのまま後北条氏が受け継いでいる。また、笹下一帯は、佐々木氏一族間宮氏が笹下城を構え、これも後北条氏が受け継いでいる。
- 江戸時代までは武蔵国久良岐郡久保村、最戸村、上大岡村、笹下村、日野村と相模国鎌倉郡永谷村、上野庭村、下野庭村、平戸村（一部:飛び地）であった[注釈 1]。
- 1889年4月1日 市制・町村制施行に伴ういわゆる「明治の大合併」で、久良岐郡大岡川村[注釈 2]と日下村[注釈 3]、鎌倉郡永野村[注釈 4]が成立。
- 1927年4月1日 久良岐郡大岡川村と日下村が横浜市に編入される。
- 1927年10月1日 区制施行に伴い中区となる。
- 1930年4月1日 湘南電気鉄道（現在の京急本線）黄金町-浦賀間開通。上大岡駅開業。
- 1936年10月1日 鎌倉郡永野村が横浜市中区に編入される。
- 1943年12月1日 戦時配給制度の手続の軽減を図るため、中区の寿警察署・大岡警察署管内の地区を南区に分区。
- 1947年5月1日横浜市立港南中学校が開校。一説に、横浜市内における公的名称に「港南」が使われた初出という。
- 1950年12月1日 南区役所港南出張所が開設される。
- 1954年4月 横浜市立南高等学校開校。
- 1964年11月1日 港南出張所が港南支所になる。
- 1969年10月1日 行政区再編成に伴い港南支所管内[注釈 5]を南区から分区し、港南区が発足。
- 1970年5月 区の人口が10万人を突破する。
- 1971年10月 港南区総合庁舎落成。
- 1972年12月16日 市営地下鉄1号線（ブルーライン）伊勢佐木長者町-上大岡間開通。
- 1973年4月9日 国鉄（現在のJR）根岸線洋光台-大船間開通。港南台駅開業。
- 1973年4月 神奈川県立港南台高等学校開校。
- 1976年9月4日 市営地下鉄1号線上大岡-上永谷間開通。港南中央駅・上永谷駅開業。
- 1978年6月 横浜港南メディカルセンター完成。
- 1984年6月 区の人口が20万人を突破する。
- 1985年3月14日 市営地下鉄1号線上永谷-舞岡間開通。下永谷駅開業。
- 1986年4月 神奈川県立永谷高等学校開校。
- 2003年4月 神奈川県立野庭高等学校と神奈川県立横浜日野高等学校が統合され、神奈川県立横浜南陵高等学校となる。
- 2014年4月10日 定時制高校の神奈川県立横浜明朋高等学校が開校。
- 2017年3月 現港南区総合庁舎の東側に建設していた新庁舎が完成し移転。

### 区名の由来
| 順位 | 区名     | 応募数 |
| ---- | -------- | ------ |
| 1位  | 港南区   | 110    |
| 2位  | 大岡区   | 14     |
| 3位  | 日野区   | 11     |
| 4位  | 新南区   | 6      |
| 5位  | 浜区     | 5      |
| 6位  | 永野区   | 4      |
| 7位  | 湘南区   | 4      |
| 8位  | 久良岐区 | 3      |
| 9位  | 春日区   | 3      |
| 10位 | 北区     | 3      |

港南区という区名は公募により決定された。

## 人口
- 1970年　104,426
- 1975年　151,682
- 1980年　185,713
- 1985年　206,980
- 1990年　224,036
- 1995年　222,694
- 2000年　222,596
- 2005年　221,837
- 2010年　221,411
- 2015年　215,736

## 町名
港南区内では、一部の区域で住居表示に関する法律に基づく住居表示が実施されている。
| 町名           | 町名の読み               | 設置年月日     | 住居表示実施年月日 | 住居表示実施直前の町名                                  | 備考 |  |
| -------------- | ------------------------ | -------------- | ------------------ | ------------------------------------------------------- | ---- |  |
| 最戸一丁目     | さいど                   | 1975年7月28日  | 1975年7月28日      | 最戸町、大久保町の各一部                                |      |  |
| 最戸二丁目     | さいど                   | 1975年7月28日  | 1975年7月28日      | 最戸町、大久保町の各一部                                |      |  |
| 大久保一丁目   | おおくぼ                 | 1975年7月28日  | 1975年7月28日      | 大久保町、上大岡町、最戸町の各一部                      |      |  |
| 大久保二丁目   | おおくぼ                 | 1975年7月28日  | 1975年7月28日      | 大久保町、上大岡町、最戸町の各一部                      |      |  |
| 大久保三丁目   | おおくぼ                 | 1975年7月28日  | 1975年7月28日      | 大久保町、上大岡町、最戸町の各一部                      |      |  |
| 港南一丁目     | こうなん                 | 1972年6月5日   | 1972年6月5日       | 笹下町、上大岡町、日野町の各一部                        |      |  |
| 港南二丁目     | こうなん                 | 1972年6月5日   | 1972年6月5日       | 笹下町、上大岡町、日野町の各一部                        |      |  |
| 港南三丁目     | こうなん                 | 1972年6月5日   | 1972年6月5日       | 笹下町、上大岡町、日野町の各一部                        |      |  |
| 港南四丁目     | こうなん                 | 1972年6月5日   | 1972年6月5日       | 笹下町、上大岡町、日野町の各一部                        |      |  |
| 港南五丁目     | こうなん                 | 1972年6月5日   | 1972年6月5日       | 笹下町、上大岡町、日野町の各一部                        |      |  |
| 港南六丁目     | こうなん                 | 1972年6月5日   | 1972年6月5日       | 笹下町、上大岡町、日野町の各一部                        |      |  |
| 港南中央通     | こうなんちゅうおうどおり | 1972年6月5日   | 1972年6月5日       | 笹下町、上大岡町、日野町の各一部                        |      |  |
| 日野一丁目     | ひの                     | 1985年7月22日  | 1985年7月22日      | 日野町、野庭町の各一部                                  |      |  |
| 日野二丁目     | ひの                     | 1985年7月22日  | 1985年7月22日      | 日野町、野庭町の各一部                                  |      |  |
| 日野三丁目     | ひの                     | 1985年7月22日  | 1985年7月22日      | 日野町、野庭町の各一部                                  |      |  |
| 日野四丁目     | ひの                     | 1985年7月22日  | 1985年7月22日      | 日野町、野庭町の各一部                                  |      |  |
| 日野五丁目     | ひの                     | 1985年7月22日  | 1985年7月22日      | 日野町、野庭町の各一部                                  |      |  |
| 日野六丁目     | ひの                     | 1985年7月22日  | 1985年7月22日      | 日野町、野庭町の各一部                                  |      |  |
| 日野七丁目     | ひの                     | 1985年7月22日  | 1985年7月22日      | 日野町、野庭町の各一部                                  |      |  |
| 日野八丁目     | ひの                     | 1985年7月22日  | 1985年7月22日      | 日野町、野庭町の各一部                                  |      |  |
| 日野九丁目     | ひの                     | 1985年7月22日  | 1985年7月22日      | 日野町、野庭町の各一部                                  |      |  |
| 野庭町         | のばちょう               | 1936年10月1日  | 未実施             |                                                         |      |  |
| 上永谷町       | かみながやちょう         | 1936年10月1日  | 未実施             |                                                         |      |  |
| 下永谷一丁目   | しもながや               | 1990年7月9日   | 1990年7月9日       | 下永谷町、上永谷6の各一部                               |      |  |
| 下永谷二丁目   | しもながや               | 1990年7月9日   | 1990年7月9日       | 下永谷町、上永谷6の各一部                               |      |  |
| 下永谷三丁目   | しもながや               | 1990年7月9日   | 1990年7月9日       | 下永谷町、上永谷6の各一部                               |      |  |
| 下永谷四丁目   | しもながや               | 1990年7月9日   | 1990年7月9日       | 下永谷町、上永谷6の各一部                               |      |  |
| 下永谷五丁目   | しもながや               | 1997年10月27日 | 1997年10月27日     | 下永谷町の全部及び戸塚区上柏尾町の一部                  |      |  |
| 上大岡東一丁目 | かみおおおかひがし       | 1975年7月28日  | 1975年7月28日      | 上大岡町、笹下町の各一部                                |      |  |
| 上大岡東二丁目 | かみおおおかひがし       | 1975年7月28日  | 1975年7月28日      | 上大岡町、笹下町の各一部                                |      |  |
| 上大岡東三丁目 | かみおおおかひがし       | 1975年7月28日  | 1975年7月28日      | 上大岡町、笹下町の各一部                                |      |  |
| 上大岡西一丁目 | かみおおおかにし         | 1975年7月28日  | 1975年7月28日      | 上大岡町、笹下町、大久保町の各一部                      |      |  |
| 上大岡西二丁目 | かみおおおかにし         | 1975年7月28日  | 1975年7月28日      | 上大岡町、笹下町、大久保町の各一部                      |      |  |
| 上大岡西三丁目 | かみおおおかにし         | 1975年7月28日  | 1975年7月28日      | 上大岡町、笹下町、大久保町の各一部                      |      |  |
| 笹下一丁目     | ささげ                   | 1977年8月1日   | 1977年8月1日       | 笹下町、磯子区森が丘2、磯子区田中町、磯子区森町の各一部 |      |  |
| 笹下二丁目     | ささげ                   | 1977年8月1日   | 1977年8月1日       | 笹下町、磯子区森が丘2、磯子区田中町、磯子区森町の各一部 |      |  |
| 笹下三丁目     | ささげ                   | 1977年8月1日   | 1977年8月1日       | 笹下町、磯子区森が丘2、磯子区田中町、磯子区森町の各一部 |      |  |
| 笹下四丁目     | ささげ                   | 1977年8月1日   | 1977年8月1日       | 笹下町、磯子区森が丘2、磯子区田中町、磯子区森町の各一部 |      |  |
| 笹下五丁目     | ささげ                   | 1977年8月1日   | 1977年8月1日       | 笹下町、磯子区森が丘2、磯子区田中町、磯子区森町の各一部 |      |  |
| 笹下六丁目     | ささげ                   | 1977年8月1日   | 1977年8月1日       | 笹下町、磯子区森が丘2、磯子区田中町、磯子区森町の各一部 |      |  |
| 笹下七丁目     | ささげ                   | 1977年8月1日   | 1977年8月1日       | 笹下町、磯子区森が丘2、磯子区田中町、磯子区森町の各一部 |      |  |
| 芹が谷一丁目   | せりがや                 | 1978年7月31日  | 1978年7月31日      | 下永谷町の一部                                          |      |  |
| 芹が谷二丁目   | せりがや                 | 1978年7月31日  | 1978年7月31日      | 下永谷町の一部                                          |      |  |
| 芹が谷三丁目   | せりがや                 | 1978年7月31日  | 1978年7月31日      | 下永谷町の一部                                          |      |  |
| 芹が谷四丁目   | せりがや                 | 1978年7月31日  | 1978年7月31日      | 下永谷町の一部                                          |      |  |
| 芹が谷五丁目   | せりがや                 | 1978年7月31日  | 1990年7月9日       | 下永谷町の一部                                          |      |  |
| 東永谷一丁目   | ひがしながや             | 1978年7月31日  | 1978年7月31日      | 下永谷町、上永谷町の各一部                              |      |  |
| 東永谷二丁目   | ひがしながや             | 1978年7月31日  | 1978年7月31日      | 下永谷町、上永谷町の各一部                              |      |  |
| 東永谷三丁目   | ひがしながや             | 1983年8月8日   | 1983年8月8日       | 下永谷町の一部                                          |      |  |
| 上永谷一丁目   | かみながや               | 1979年7月23日  | 1979年7月23日      | 上永谷町、下永谷町、野庭町の各一部                      |      |  |
| 上永谷二丁目   | かみながや               | 1979年7月23日  | 1979年7月23日      | 上永谷町、下永谷町、野庭町の各一部                      |      |  |
| 上永谷三丁目   | かみながや               | 1979年7月23日  | 1979年7月23日      | 上永谷町、下永谷町、野庭町の各一部                      |      |  |
| 上永谷四丁目   | かみながや               | 1979年7月23日  | 1979年7月23日      | 上永谷町、下永谷町、野庭町の各一部                      |      |  |
| 上永谷五丁目   | かみながや               | 1979年7月23日  | 1979年7月23日      | 上永谷町、下永谷町、野庭町の各一部                      |      |  |
| 上永谷六丁目   | かみながや               | 1979年7月23日  | 1979年7月23日      | 上永谷町、下永谷町、野庭町の各一部                      |      |  |
| 丸山台一丁目   | まるやまだい             | 1979年7月23日  | 1979年7月23日      | 上永谷町、野庭町の各一部                                |      |  |
| 丸山台二丁目   | まるやまだい             | 1979年7月23日  | 1979年7月23日      | 上永谷町、野庭町の各一部                                |      |  |
| 丸山台三丁目   | まるやまだい             | 1979年7月23日  | 1979年7月23日      | 上永谷町、野庭町の各一部                                |      |  |
| 丸山台四丁目   | まるやまだい             | 1979年7月23日  | 1979年7月23日      | 上永谷町、野庭町の各一部                                |      |  |
| 港南台一丁目   | こうなんだい             | 1981年7月27日  | 1981年7月27日      | 日野町、磯子区峰町、戸塚区上郷町、戸塚区中野町の各一部  |      |  |
| 港南台二丁目   | こうなんだい             | 1981年7月27日  | 1981年7月27日      | 日野町、磯子区峰町、戸塚区上郷町、戸塚区中野町の各一部  |      |  |
| 港南台三丁目   | こうなんだい             | 1981年7月27日  | 1981年7月27日      | 日野町、磯子区峰町、戸塚区上郷町、戸塚区中野町の各一部  |      |  |
| 港南台四丁目   | こうなんだい             | 1981年7月27日  | 1981年7月27日      | 日野町、磯子区峰町、戸塚区上郷町、戸塚区中野町の各一部  |      |  |
| 港南台五丁目   | こうなんだい             | 1981年7月27日  | 1981年7月27日      | 日野町、磯子区峰町、戸塚区上郷町、戸塚区中野町の各一部  |      |  |
| 港南台六丁目   | こうなんだい             | 1981年7月27日  | 1981年7月27日      | 日野町、磯子区峰町、戸塚区上郷町、戸塚区中野町の各一部  |      |  |
| 港南台七丁目   | こうなんだい             | 1981年7月27日  | 1981年7月27日      | 日野町、磯子区峰町、戸塚区上郷町、戸塚区中野町の各一部  |      |  |
| 港南台八丁目   | こうなんだい             | 1981年7月27日  | 1981年7月27日      | 日野町、磯子区峰町、戸塚区上郷町、戸塚区中野町の各一部  |      |  |
| 港南台九丁目   | こうなんだい             | 1981年7月27日  | 1981年7月27日      | 日野町、磯子区峰町、戸塚区上郷町、戸塚区中野町の各一部  |      |  |
| 日限山一丁目   | ひぎりやま               | 1980年11月10日 | 1990年7月9日       | 下永谷町の一部                                          |      |  |
| 日限山二丁目   | ひぎりやま               | 1980年11月10日 | 1980年11月10日     | 上永谷町、下永谷町、野庭町、戸塚区舞岡町の各一部        |      |  |
| 日限山三丁目   | ひぎりやま               | 1980年11月10日 | 1980年11月10日     | 上永谷町、下永谷町、野庭町、戸塚区舞岡町の各一部        |      |  |
| 日限山四丁目   | ひぎりやま               | 1980年11月10日 | 1980年11月10日     | 上永谷町、下永谷町、野庭町、戸塚区舞岡町の各一部        |      |  |
| 東芹が谷       | ひがしせりがや           | 1983年8月8日   | 1983年8月8日       | 下永谷町の一部                                          |      |  |
| 日野南一丁目   | ひのみなみ               | 1983年8月8日   | 1983年8月8日       | 日野町の一部                                            |      |  |
| 日野南二丁目   | ひのみなみ               | 1983年8月8日   | 1983年8月8日       | 日野町の一部                                            |      |  |
| 日野南三丁目   | ひのみなみ               | 1983年8月8日   | 1983年8月8日       | 日野町の一部                                            |      |  |
| 日野南四丁目   | ひのみなみ               | 1987年7月20日  | 1987年7月20日      | 日野町、野庭町の各一部                                  |      |  |
| 日野南五丁目   | ひのみなみ               | 1987年7月20日  | 1987年7月20日      | 日野町、野庭町の各一部                                  |      |  |
| 日野南六丁目   | ひのみなみ               | 1987年7月20日  | 1987年7月20日      | 日野町、野庭町の各一部                                  |      |  |
| 日野南七丁目   | ひのみなみ               | 1987年7月20日  | 1987年7月20日      | 日野町、野庭町の各一部                                  |      |  |
| 日野中央一丁目 | ひのちゅうおう           | 1993年10月18日 | 1993年10月18日     | 日野町の全部                                            |      |  |
| 日野中央二丁目 | ひのちゅうおう           | 1993年10月18日 | 1993年10月18日     | 日野町の全部                                            |      |  |
| 日野中央三丁目 | ひのちゅうおう           | 1993年10月18日 | 1993年10月18日     | 日野町の全部                                            |      |  |

## 健康
- 平均年齢 47.55歳（2018年1月1日）※横浜市の平均は45.54歳

### 主な医療機関
- 済生会横浜市南部病院
- 神奈川県立精神医療センター

## 行政
- 区長：
  - 伊藤 衛（1969年10月1日 - 1972年4月30日）
  - 檜山 勝夫（1972年5月1日 - 1976年3月31日）
  - 関口 保道（1976年4月1日 - 1978年7月10日）
  - 本多 豊明（1978年7月11日 - ）
  - 佐藤 成美（ - 2005年3月31日）
  - 安武 啓揮（2005年4月1日 - 2007年3月31日）
  - 五反田 哲哉（2007年4月1日 - 2009年3月31日）
  - 大貫 一幸（2009年4月1日 - 2014年3月31日）
  - 齊藤 貴子（2014年4月1日 -2019年3月31日）
  - 今冨 雄一郎（2019年4月1日 -2021年3月31日）
  - 栗原 敏也（2021年4月1日 - ）

## 教育

### 大学
- 横浜女子短期大学

### 高等学校
公立
- 神奈川県立永谷高等学校
- 神奈川県立横浜南陵高等学校
- 神奈川県立横浜明朋高等学校
- 横浜市立南高等学校

私立
- 鹿島学園高等学校横浜港南台キャンパス

### 中学校
- 横浜市立丸山台中学校
- 横浜市立芹が谷中学校
- 横浜市立港南台第一中学校
- 横浜市立港南中学校
- 横浜市立笹下中学校
- 横浜市立上永谷中学校
- 横浜市立東永谷中学校
- 横浜市立日限山中学校
- 横浜市立日野南中学校
- 横浜市立南高等学校附属中学校
- 横浜市立藤の木中学校（南区）

### 小学校
- 横浜市立永谷小学校
- 横浜市立永野小学校
- 横浜市立下永谷小学校
- 横浜市立下野庭小学校
- 横浜市立丸山台小学校
- 横浜市立吉原小学校
- 横浜市立芹が谷小学校
- 横浜市立芹が谷南小学校
- 横浜市立港南台第一小学校
- 横浜市立港南台第二小学校
- 横浜市立港南台第三小学校
- 横浜市立桜岡小学校
- 横浜市立小坪小学校
- 横浜市立上大岡小学校
- 横浜市立相武山小学校
- 横浜市立南台小学校
- 横浜市立日下小学校
- 横浜市立日限山小学校
- 横浜市立日野小学校
- 横浜市立日野南小学校
- 横浜市立野庭すずかけ小学校

### 特別支援学校
- 横浜市立日野中央高等特別支援学校
- 横浜市立港南台ひの特別支援学校

## 交通

### 鉄道
東日本旅客鉄道（JR東日本）
 京浜東北・根岸線
- - 港南台駅 -

京浜急行電鉄（京急）
 本線
- - 上大岡駅 -

横浜市営地下鉄
 ブルーライン
- - 下永谷駅 - 上永谷駅 - 港南中央駅 - 上大岡駅 -

### 路線バス
- 横浜市交通局（横浜市営バス）
  - 港南営業所
- 神奈川中央交通
- 江ノ電バス
  - 横浜営業所
- 京浜急行バス
- 西日本ジェイアールバス（高速バス）

### 道路
高速道路
E16 横浜横須賀道路（国道16号バイパス）
- - 日野インターチェンジ - 港南台インターチェンジ -

県道
- 神奈川県道21号横浜鎌倉線
- 神奈川県道22号横浜伊勢原線

市道
- 横浜市道環状2号
- 横浜市道環状3号
- 横浜市道舞岡上郷線

## 商業施設
- ゆめおおおか
  - 京急百貨店
  - ウィング上大岡
- カミオ
- ミオカ
- イトーヨーカドー上永谷店
- ヨークフーズ上大岡店
- ヨークフーズ港南中央店
- 港南台バーズ
  - 港南台タカシマヤ（2020年8月16日閉店）
  - 相鉄ローゼン港南台店
- イオンフードスタイル港南台店

## 名所・旧跡・観光スポット・祭事・催事
- 久良岐公園
- 神奈川県戦没者慰霊堂
- 横浜市営日野公園墓地（美空ひばりの墓がある）
- ひまわりフェスタ（区民まつり 11月）

## 港南区に関する作品
- とっとこハム太郎

## 出身有名人
- 青木隆治 - ものまね芸人
- 渥美修一郎 - 実業家（アチーブゴール代表取締役）
- 石井裕也 - 元プロ野球選手
- 植田啓太 - プロサッカー選手
- 大利実 - スポーツライター
- 神田愛花 - フリーアナウンサー、元NHKアナウンサー
- 木村有希（ゆきぽよ） - モデル、タレント
- 黒羽根利規 - 元プロ野球選手
- 神山一義 - 元プロ野球選手
- 小桧山雅仁 - 元プロ野球選手
- 坂田大輔 - 元プロサッカー選手
- ジャッキー佐藤 - 元女子プロレスラー
- 福嶋晃子 - プロゴルファー
- 奈良輪雄太 - 元プロサッカー選手
- 松井淳 - 元プロ野球選手
- 松浦勝人 - 音楽プロデューサー、実業家（エイベックス代表取締役会長）
- 望月惇志 - 元プロ野球選手
- 森下翔太 - プロ野球選手
- 森谷賢太郎 - プロサッカー選手
- 安田裕希 - 元プロ野球選手
- 矢野英司 - 元プロ野球選手
- 渡辺勝 - 元プロ野球選手